# Whit Stillman
John Whitney Stillman (Washington, D. C., 25 de Janeiro de 1952), mais conhecido como Whit Stillman, é um diretor de cinema, roteirista, produtor de cinema e ator estadunidense. Graduou-se na Universidade de Harvard em 1973. Começou a trabalhar como jornalista em Nova Iorque. Em 1980, mudou-se para Barcelona, na Espanha, onde se casou. No início dos anos 1980, morou em Barcelona e Madri, trabalhando como representante comercial dos diretores espanhóis Fernando Trueba e Fernando Colomo e atuando nos filmes destes nos papéis de estadunidenses cômicos. Aproveitou suas experiências nesse período para escrever, dirigir e produzir o filme Barcelona em 1994. Entre 1984 e 1988, dirigiu uma agência de ilustrações em Nova Iorque, ao mesmo tempo em que escreveu o roteiro do filme Metropolitan, de 1990. Desde o final dos anos 1990, vive na França.

## Obra

### Filmes
- 1990 - Metropolitan;
- 1994 - Barcelona;
- 1998 - The Last Days of Disco (Os últimos embalos da disco);
- 2011 - Damsels in Distress (Descobrindo o amor).

## Ligações Externas
- Whit Stillman no IMDb